# Glyngøre (plaats)
Glyngøre is een plaats in de Deense regio Midden-Jutland, gemeente Skive. De plaats telt 1627 inwoners (2008).

## Woonachtig
- Jonas Vingegaard (1996), Deens wielrenner[2]